# Aerodynamic
Singles de Daft Punk
One More Time
(2000) Digital Love
(2001)
Pistes de Discovery
One More Time
(1) Digital Love
(3)
Aerodynamic (prononcé en anglais : [ˈɛəɹəˌdaɪˈnæmɪk]) est un morceau instrumental du groupe de musique électronique français Daft Punk. Deuxième plage de l'album Discovery, c'est également le deuxième single, sorti le 27 mars 2001.

## Structure
Guy-Manuel de Homem-Christo a décrit Discovery comme « un mélange entre le passé et le futur, peut-être le présent ». Thomas Bangalter a également détaillé dans une interview en 2001 qu'« un grand pan de la musique house d'aujourd'hui utilise des samples de disco des années 1970 et 1980… Même si nous pouvons avoir certaines influences disco, nous avons décidé d'aller plus loin et de ramener tous les éléments musicaux que nous aimions enfants, que ce soit le disco, l'electro, le heavy metal, le rock ou le classique ».
Aerodynamic débute par un groove funk (mélodie d’interruption de « One More Time »), s'arrête pour un solo de « guitare électrique en tapping à deux mains, au son métallique », combine les deux styles et se termine par une partie électronique plus aérienne. Les éléments du solo ont été décrits de façon ludique comme des « arpèges de guitare impossibles et ridicules de Yngwie ». Bangalter a reconnu que « certaines personnes pourraient penser que les solos de guitare d'Aerodynamic sont de mauvais goût, mais pour nous, il s'agit d'être vrais envers nous-mêmes et de ne pas se préoccuper de ce que les autres peuvent penser. Nous avons réellement essayé d'inclure la plupart des choses que nous aimions enfants et d'en extraire ce sentiment de fun ».
Après des comparaisons musicales faites par plusieurs sources, il s'avère que Aerodynamic contient des éléments samplés de Il Macquillage Lady de Sister Sledge, bien que le groupe ne soit pas crédité dans le livret de l'album Discovery.

## Réception
Le single n'a été classé qu'en Australie et seulement pour une semaine, à la 50e place. Plus tard, le morceau a atteint les charts dance aux États-Unis à travers son utilisation dans les clubs en tant que face B de « Digital Love ».

## Clip
À l'instar des autres morceaux de Discovery, Aerodynamic est un segment du long-métrage d'animation Interstella 5555: The 5tory of the 5ecret 5tar 5ystem, réalisé par Kazuhisa Takenouchi. Comme les quatre autres morceaux initiaux de l'album, ce segment a fait l'objet d'une sortie spécifique en vidéo clip.

## Pistes
1. Aerodynamic - 3:46
2. Aerodynamite - 7:47

## Classement par pays
| Classement (2008)                       | Meilleure position |
| --------------------------------------- | ------------------ |
| Suisse (Schweizer Hitparade)            | 46                 |
| France (SNEP)                           | 34                 |
| Pays-Bas (Nederlandse Top 40)           | 73                 |
| Belgique (Flandre Ultratop 50 Singles)  | 42                 |
| Belgique (Wallonie Ultratop 50 Singles) | 24                 |
| Finlande (Suomen virallinen lista)      | 19                 |